# Jozef Vengloš
Jozef Vengloš (Rózsahegy, 1936. február 18. – 2021. január 26.) szlovák labdarúgó, edző. Az 1980-as olaszországi Európa-bajnokságon bronzérmet szerzett csehszlovák válogatott szövetségi kapitánya.

## Pályafutása

### Játékosként
1954 és 1966 között a Slovan Bratislava labdarúgója volt fedezet poszton. A csapat kapitánya is volt az 1966 előtti években. Szerepelt a csehszlovák-B válogatottban. Játékos pályafutását hepatitisz fertőzés miatt idő előtt kényszerült abba hagyni.

### Edzőként
1966-ban Ausztráliában kezdte edzői pályafutását. Először az FC Prague Sydney csapatánál tevékenykedett, majd Új-Dél-Wales válogatottjánál dolgozott. 1967 és 1969 között az ausztrál válogatott szövetségi kapitánya volt.
1969-ben hazatért. 1971-ig a VSS Košice vezetőedzője volt és emellett 1970-től a csehszlovák U23-as válogatott szakmai munkáját is irányította 1972-ig. A következő évben a csehszlovák A-válogatottnál Vaclav Jezek szövetségi kapitánya segítője lett és a Slovan Bratislava vezetőedzője. A Slovannal három idényen át dolgozott és két bajnoki címet szerzett a klubbal (1973–74, 1974–75). 1976-ban a válogatottal részt vett a jugoszláviai Európa-bajnokságon, ahol részese volt segédedzőként az Európa-bajnoki cím elhódításában. 1978 és 1982 között a válogatott szövetségi kapitánya volt. Az 1980-as olaszországi Európa-bajnokságon címvédőként bronzérmet szerzett a csapattal. Az 1982-es spanyolországi világbajnokságra sikeresen kijutott a válogatottal, de ott a csoport küzdelmek során kiestek.
1983-84-ben a portugál Sporting vezetőedzőjeként tevékenykedett. 1985 és 1987 között Malajziában dolgozott. Előbb a Kuala Lumpur FA, majd a maláj válogatott szakmai munkáját irányította. 1988-ban ismét elvállalta a csehszlovák válogatott szövetségi kapitányi feladatait. Sikeres kvalifikáció után az 1990-es olaszországi világbajnokságon a negyeddöntőig jutott a csapattal. Ott a későbbi világbajnok NSZK állította meg őket. 1990. július 1-jén Milánóban 1–0-s vereséget szenvedtek a nyugatnémet válogatottal szemben.
A világbajnokság után, 1990-91-ben az Aston Villa menedzser lett, első olyan edzőként az angol élvonalban, aki nem az Egyesült Királyságban vagy Írországban született. A szezon végén csak két hellyel végzett a csapatával a kiesési zóna előtt ezért távozott a klubtól. 1991 és 1993 között a török Fenerbahçe vezetőedzője volt. 1993-ban a függetlenné vált Szlovákia válogatottjának első szövetségi kapitánya lett két évig. Ezt követően 1996-97-ben az ománi válogatott szakmai munkáját irányította.
1998-99-ben a skót Celtic vezetőedzője volt, de sem a bajnokságot, sem a skót kupát nem sikerült megnyerni a csapattal és a BL-selejtezők során is elbukott az együttessel. Így az idény végén távozni kényszerült a csapattól. A 2002-es idényben a japán JEF United Ichihara együttesénél tevékenykedett.

## Sikerei, díjai

### Edzőként
Csehszlovákia
- Európa-bajnokság
  - bronzérmes: 1980, Olaszország

 Slovan Bratislava
- Csehszlovák bajnokság
  - bajnok: 1973–74, 1974–75
- Csehszlovák kupa
  - győztes: 1974